# 連瑪玉
連瑪玉（英語：Marjorie Landsborough，1884年04月15日—1984年8月29日），是一位來自英格蘭的臺灣長老教會宣教師，亦是彰化基督教醫院創辦人蘭大衛之妻。

## 生涯

### 早年生涯
連瑪玉於1884年出生在英格蘭諾福克郡Crownthorpe一個純樸虔誠的基督徒農家；其父任教會執事，是位慈祥而嚴肅的人，其母是位和藹可親的女性，其父母給家中七位小孩帶來純樸明朗而堅定信仰的性格。 
1888年，家中的女管家卡特小姐（Miss Carter）開始教她讀書、彈琴及餐桌禮節；睡前，母親教她禱告，學習與上帝說話。每周周日，早餐用畢，家中每個人到花園剪下漂亮的玫瑰花；父親用馬車載全家人先到當地醫院分送花朵給病人，再到教會作禮拜。日後，其手足共有五位成為宣教師；小弟弗蘭基，曾受中國內地教會派遣前往青海與西藏，向當地人傳福音，並曾將福音單張送給一位日後成為達賴喇嘛的男孩。
1896年8月，連瑪玉舉家遷至薩里郡的雷德希爾。在主日崇拜時，她常有機會聽到宣教事工之分享。父親在家中設一專為宣教師事工的奉獻箱。1898年，她接受教會信仰受浸成為基督徒。
1899年，她的級任老師經常在星期天的學生郊遊中向學生們介紹其過去於非洲宣教的生活點滴，並在聚會的佈道內容中放映她在海外宣教實況的幻燈片。
1907年，連瑪玉前往愛丁堡女宣教師學院接受為期二年的神學教育。
1909年，她自神學院畢業，並同年10月接受英國女宣道會差派前往臺灣。途中，她所乘坐的輪船在航離新加坡前往香港的海上遭颱風襲擊，並因此失去控制漂流數日。

### 在臺生活
1910年初，連瑪玉抵達臺灣臺南，並任職於長老教中學（今長榮中學）。
由於其在音樂上之專長，再加上家鄉教會贈予風琴一臺，她開始教授風琴；同時，她亦有教授英文、音樂等學科，並積極推動婦女與兒童的教育事工。
連瑪玉在學校裡經常跟當地人打成一片，並曾和當地運動健將比賽跑步；在學會當地方言後，她更加親近當地人的生活，並廣受大眾愛戴。
之後，她轉往阿猴（今屏東縣）繼續巡迴傳道事工，全心致力於宣揚基督福音的工作。 
1911年，在舉行於臺南的宣教師會議上，她認識了在彰化醫館擔任醫師的蘭大衛（David Landsborough III）；在書信往來與友人鼓勵之下，她接受了蘭氏的求婚。
1912年11月22日，蘭大衛與連瑪玉在淡水的英國領事館舉行婚禮；是年，蘭氏四十二歲，連瑪玉二十八歲。同年，英國宣道會倫敦總會決議同意夫婦倆人在南郭宣教師居住特區內興建自宅。
婚後，連瑪玉主動參與其夫婿醫院之院務、宣教和護理（當時該醫館尚未有經正式受訓過的護理人員）事務；她關心蘭氏之生活起居，並幫助處理其醫院帳目收支的管理與記錄。 此外，她亦從事彰化教會的事工，不但擔任管理員、主日學校長、唱詩班指揮、詩歌翻譯等工作，更時常撥空與當地婦女們一同探訪出院的病人或臨近的教會。
1914年12月16日，連瑪玉生下一個男孩並命名為David Landsborough IV（也就是日後的蘭大弼醫師）。

## 著作

### 原著
- Landsborough, Marjorie. . R.T.S. 1922-01-01  [2016-12-01]. （原始内容存档于2019-08-27） （英语）.
- More stories from Formosa.Presbyterian Church of England; 1st Edition. edition (1928)[3]ASIN B00HY08JPW

### 後人整理
- 張齡尹 譯.小螞蟻說故事.台灣教會公報社.2015.ISBN 9789865637149.

## 外部連結
- 蘭醫生媽紀念專輯 （页面存档备份，存于）
- Amazon.com: Marjorie Landsborough: Books （页面存档备份，存于）
- 女宣教師腳蹤／用生命影響生命 - 陳美玲 - 女宣雜誌 Lusoan Magazine 421期 （页面存档备份，存于）